# Superliga (damvolleyboll, Bulgarien)
Superliga är den högsta serien i bulgarisk volleyboll och avgör vilka som blir mästare. Tävlingen arrangeras av det bulgariska volleybollförbundet. VK Levski Sofia är med 30 titlar det mest framgångsrika laget.

## Resultat per säsong[1][2]
| 1941-42 mer information | AS 23 Sofia      | -                | -                |                  |                  |
| 1942-43 mer information | AS 23 Sofia      | -                | -                |                  |                  |
| 1943-44                 | Genomfördes inte | Genomfördes inte | Genomfördes inte | Genomfördes inte | Genomfördes inte |
| 1944-45 mer information | VK Slavia Sofia  | -                | -                |                  |                  |
| 1945-46 mer information | Chavdar Sofia    | -                | -                |                  |                  |
| 1946-47 mer information | Chavdar Sofia    | -                | -                |                  |                  |
| 1947-48 mer information | VK Levski Sofia  | -                | -                |                  |                  |
| 1948-49 mer information | Rudnichar Pernik | -                | -                |                  |                  |
| 1949-50 mer information | Torpedo Karlovo  | -                | -                |                  |                  |
| 1950-51 mer information | Torpedo Karlovo  | -                | -                |                  |                  |
| 1951-52 mer information | Akademik Sofia   | -                | -                |                  |                  |
| 1952-53 mer information | Dimitrovo Pernik | -                | -                |                  |                  |
| 1953-54 mer information | Akademik Sofia   | -                | -                |                  |                  |
| 1954-55 mer information | Udarnik Sofia    | -                | -                |                  |                  |
| 1955-56 mer information | Minjor Pernik    | -                | -                |                  |                  |
| 1956-57 mer information | VK Slavia Sofia  | -                | -                |                  |                  |
| 1957-58 mer information | VK Slavia Sofia  | -                | -                |                  |                  |
| 1958-59 mer information | VK Levski Sofia  | -                | -                |                  |                  |
| 1959-60 mer information | Minjor Pernik    | -                | -                |                  |                  |
| 1960-61 mer information | VK Slavia Sofia  | -                | -                |                  |                  |
| 1961-62 mer information | VK Levski Sofia  | -                | -                |                  |                  |
| 1962-63 mer information | VK Levski Sofia  | -                | -                |                  |                  |
| 1963-64 mer information | VK Levski Sofia  | -                | -                |                  |                  |
| 1964-65 mer information | VK Levski Sofia  | -                | -                |                  |                  |
| 1965-66 mer information | VK Levski Sofia  | -                | -                |                  |                  |
| 1966-67 mer information | VK Levski Sofia  | -                | -                |                  |                  |
| 1967-68 mer information | Akademik Sofia   | -                | -                |                  |                  |
| 1968-69 mer information | Akademik Sofia   | -                | -                |                  |                  |
| 1969-70 mer information | VK Levski Sofia  | -                | -                |                  |                  |
| 1970-71 mer information | VK Levski Sofia  | -                | -                |                  |                  |
| 1971-72 mer information | VK Levski Sofia  | -                | -                |                  |                  |
| 1972-73 mer information | VK Levski Sofia  | -                | -                |                  |                  |
| 1973-74 mer information | VK Levski Sofia  | -                | -                |                  |                  |
| 1974-75 mer information | VK Levski Sofia  | -                | -                |                  |                  |
| 1975-76 mer information | VK Levski Sofia  | -                | -                |                  |                  |
| 1976-77 mer information | VK Levski Sofia  | -                | -                |                  |                  |
| 1977-78 mer information | VK CSKA Sofia    | -                | -                |                  |                  |
| 1978-79 mer information | VK CSKA Sofia    | -                | -                |                  |                  |
| 1979-80 mer information | VK Levski Sofia  | -                | -                |                  |                  |
| 1980-81 mer information | VK Levski Sofia  | -                | -                |                  |                  |
| 1981-82 mer information | VK CSKA Sofia    | -                | -                |                  |                  |
| 1982-83 mer information | VK CSKA Sofia    | -                | -                |                  |                  |
| 1983-84 mer information | VK Levski Sofia  | -                | -                |                  |                  |
| 1984-85 mer information | VK CSKA Sofia    | -                | -                |                  |                  |
| 1985-86 mer information | VK CSKA Sofia    | -                | -                |                  |                  |
| 1986-87 mer information | VK CSKA Sofia    | -                | -                |                  |                  |
| 1987-88 mer information | VK CSKA Sofia    | -                | -                |                  |                  |
| 1988-89 mer information | VK CSKA Sofia    | -                | -                |                  |                  |
| 1989-90 mer information | VK Levski Sofia  | -                | -                |                  |                  |
| 1990-91 mer information | VK CSKA Sofia    | -                | -                |                  |                  |
| 1991-92 mer information | VK CSKA Sofia    | -                | -                |                  |                  |
| 1992-93 mer information | VK CSKA Sofia    | -                | -                |                  |                  |
| 1993-94 mer information | Akademik Sofia   | -                | -                |                  |                  |
| 1994-95 mer information | VK CSKA Sofia    | -                | -                |                  |                  |
| 1995-96 mer information | VK Levski Sofia  | -                | -                |                  |                  |
| 1996-97 mer information | VK Levski Sofia  | -                | -                |                  |                  |
| 1997-98 mer information | VK Levski Sofia  | -                | -                |                  |                  |
| 1998-99 mer information | VK Levski Sofia  | -                | -                |                  |                  |
| 1999-00 mer information | VK CSKA Sofia    | -                | -                |                  |                  |
| 2000-01 mer information | VK Levski Sofia  | -                | -                |                  |                  |
| 2001-02 mer information | VK Levski Sofia  | -                | -                |                  |                  |
| 2002-03 mer information | VK Levski Sofia  | -                | -                |                  |                  |
| 2003-04 mer information | VK CSKA Sofia    | -                | -                |                  |                  |
| 2004-05 mer information | VK CSKA Sofia    | -                | -                |                  |                  |
| 2005-06 mer information | Kaliakra Kavarna | -                | -                |                  |                  |
| 2006-07 mer information | VK CSKA Sofia    | -                | -                |                  |                  |
| 2007-08 mer information | VK CSKA Sofia    | VK Slavia Sofia  | -                |                  |                  |
| 2008-09 mer information | VK Levski Sofia  | VK Slavia Sofia  | VK CSKA Sofia    |                  |                  |
| 2009-10 mer information | VK CSKA Sofia    | VK Maritsa       | VK Levski Sofia  |                  |                  |
| 2010-11 mer information | VK CSKA Sofia    | VK Maritsa       | VK Slavia Sofia  |                  |                  |
| 2011-12 mer information | VK CSKA Sofia    | VK Maritsa       | VK Levski Sofia  |                  |                  |
| 2012-13 mer information | VK CSKA Sofia    | Kazanlăk Volej   | VK Levski Sofia  |                  |                  |
| 2013-14 mer information | VK Levski Sofia  | VK CSKA Sofia    | VK Maritsa       |                  |                  |
| 2014-15 mer information | VK Maritsa       | VK Levski Sofia  | -                |                  |                  |
| 2015-16 mer information | VK Maritsa       | VK Levski Sofia  | -                |                  |                  |
| 2016-17 mer information | VK Maritsa       | VK Levski Sofia  | -                |                  |                  |
| 2017-18 mer information | VK Maritsa       | VK Levski Sofia  | -                |                  |                  |
| 2018-19 mer information | VK Maritsa       | VK Levski Sofia  | -                |                  |                  |
| 2019-20 mer information | VK Maritsa       | VK Levski Sofia  | VK CSKA Sofia    |                  |                  |
| 2020-21 mer information | VK Maritsa       | Kazanlăk Volej   | -                |                  |                  |
| 2021-22 mer information | VK Maritsa       | VK CSKA Sofia    | -                |                  |                  |

## Segrar per klubb
| Klubb            | Antal titlar | Säsonger för titlar |
| ---------------- | ------------ | --- |
| VK Levski Sofia  | 30           | 1947-48, 1958-59, 1960-61, 1961-62, 1962-63, 1963-64, 1964-65, 1965-66, 1966-67, 1969-70, 1970-71, 1971-72, 1972-73, 1973-74, 1974-75, 1975-76, 1976-77, 1979-80, 1980-81, 1983-84, 1989-90, 1995-96, 1996-97, 1997-98, 1998-99, 2000-01, 2001-02, 2002-03, 2008-09, 2013-14 |
| VK CSKA Sofia    | 22           | 1977-78, 1978-79, 1981-82, 1982-83, 1984-85, 1985-86, 1986-87, 1987-88, 1988-89, 1990-91, 1991-92, 1992-93, 1994-95, 1999-00, 2003-04, 2004-05, 2006-07, 2007-08, 2009-10, 2010-11, 2011-12, 2012-13                                                                         |
| VK Maritsa       | 8            | 2014-15, 2015-16, 2016-17, 2017-18, 2018-19, 2019-20, 2020-21, 2021-22 |
| Akademik Sofia   | 5            | 1951-52, 1953-54, 1967-68, 1968-69, 1993-94 |
| VK Slavia Sofia  | 3            | 1944-45, 1956-57, 1957-58 |
| AS 23 Sofia      | 2            | 1941-41, 1942-43 |
| Chavdar Sofia    | 2            | 1945-46, 1946-47 |
| Torpedo Karlovo  | 2            | 1949-50, 1950-51 |
| Minjor Pernik    | 2            | 1955-56, 1959-60 |
| Rudnichar Pernik | 1            | 1948-49 |
| Dimitrovo Pernik | 1            | 1952-53 |
| Udarnik Sofia    | 1            | 1954-55 |
| Kaliakra Kavarna | 1            | 2005-06 |